# Дерматофагоидоз
Дерматофагоидоз (лат. Dermatophagoidosis) — акариаз, вызванный аллергией на клещей Dermatophagoides, и характеризующийся приступами бронхиальной астмы, развитием  диффузного нейродермита, аллергического ринита и конъюнктивита.
Возбудители — дерматофагоидные (пироглифидные) клещи Dermatophagoides (см. клещи домашней пыли) могут вызывать аллергическую реакцию в основе которой главным образом лежит сенсибилизация клещами и их метаболитами. Наиболее часто сенсибилизация встречается к Dermatophagoides pteronyssinus и Dermatophagoides farinae. У D. pteronyssinus выделены  антигены Der P1 и Der P2 , а у D. farinae —  антигены Der F1 и Der F2. Аллерген D. pteronyssinusI — гликопротеин  молекулярной массой 25-30 кД. Клещи питаются чешуйками слущенного эпидермиса кожи. Эти клещи живут на частицах эпидермиса человека и животных и скапливаются в мягкой мебели, подушках и коврах. Характерны приступы бронхиальной астмы, аллергического ринита, дерматита. Dermatophagoides принадлежит ведущая роль в развитии круглогодичного аллергического ринита.
Dermatophagoides pteronyssinus (Trouessart, 1897) выявляется на коже, в моче, в мокроте больных, в лёгких людей. D. pteronyssinus по мнению некоторых исследователей, может быть причастен к синдрому внезапной детской смерти. Данные о роли антигенов D. pteronyssinus в этиологии синдрома Кавасаки носят дискуссионный, спорный характер. D. pteronyssinus вызывает респираторную аллергию.
Dermatophagoides farinae (Hughes, 1961) найден на коже больного дерматитом.
D. pteronyssinus и D. farinae могут вызвать пищевую клещевую анафилаксию.
D. farinae и D. pteronyssinus обнаружены в слюне.
Однако, есть данные, что клещи Dermatophagoides могут паразитировать на человеке:
Клещи рода Dermatophagoides впервые были открыты в 1864 г. Шереметьевским и Богдановым. Они были выделены из кожи больного с саркоптозным акариазом и названы Dermatophagoides Scheremetewskyi — Bogdanov. Эти же авторы описали особую форму чесотки, вызываемую данным видом клещей, и назвали её кожеедной. По мнению первооткрывателей, кожеедная чесотка практически не поддается лечению, так как «клещи живут глубоко в коже и питаются кровью больного»".
Клещи Dermatophagoides Scheremetewskyi-Bogdanov могут вызывать дерматит на голове человека. Возникает зуд, на коже головы появляются красные папулы. Патологический процесс затронул глаза, ноздри, уши (см. Отоакариаз). Оба глаза могут стать настолько сильно опухшими, что больному невозможно было двигать глазные яблоки, чтобы смотреть вправо или влево нужно было переместить всю голову (см. Офтальмоакариаз). Болезнь сопровождалась различным раздражением горла, трахеи и бронхов (см. Акариаз легочный).
В 1956 г. В.Б. Дубинин с соавторами описали находки клещей Dermatophagoides sheremetewskyi (Dermatophagoides pteronyssinus) на коже у больных дерматитом. Б.Д. Плетнев нашёл живых клещей в постели больных нейродермитом и экземой.
Dermatophagoides saito был найден в мокроте больного с синдромом Леффлера.
Dermatophagoides takeuchii был обнаружен в моче (см. Уринарный акариаз).
См. также Клещевая сенсибилизация.